# Forest Hills
Forest Hills es un barrio situado en el centro del borough de Queens, Nueva York. Tiene un área de 6,4 km² y limita al norte con Rego Park y Corona; al este con Flushing Meadows Park, Grand Central Parkway y Kew Gardens; al oeste con Middle Village y Glendale; y al sur con Forest Park. El barrio es limítrofe con el código postal (código zip, en los Estados Unidos) 11375 y forma parte de la entidad local Queens Community Board 6. En el censo de 2000 contaba con una población de 70.204 habitantes.
Fundado en 1906, el barrio se conocía antes como Whitepot, literalmente olla blanca, en sentido figurado, mezcla de gente blanca. Históricamente el barrio ha tenido una gran comunidad judía.
Se criaron en él: Art Garfunkel, David Caruso, Ray Romano, Jerry Springer, The Ramones y pertenecientes a la comunidad judía entre otros, Michael Landon, Stan Lee, etc. Stan Lee, dibujante de la Marvel, situó al ficticio Peter Parker, alter ego del superhéroe del cómic Spider-Man, como vecino de Forest Hills, situando algunas de sus aventuras en Rego Park. En sus cómics dibuja estos emplazamientos y Spiderman aparece subido en piezas arquitectónicas que pueden verse en la zona. En honor a este superhéroe ficticio hay una urbanización llamada Parker Towers. El área urbana al oeste de Alderton street tiene un trazado radial con forma de tela de araña.